# Gremlins (videogioco 1984 Apple II)
Gremlins è un videogioco d'azione ispirato al film Gremlins, pubblicato nel 1984 da Atari (Atarisoft) per Apple II, Commodore 64 e PC IBM, e nel 1986 per la console Atari 5200.
Venne diffusa anche una conversione non autorizzata e non commerciale per Atari 8-bit, tratta dalla versione Atari 5200. Nel 1984 Atari pubblicò inoltre un Gremlins per Atari 2600, con la stessa copertina di quello per 5200, ma è un gioco completamente diverso.

## Modalità di gioco
Il giocatore controlla Billy Peltzer, il giovane protagonista del film, in una serie di livelli a schermata fissa, senza una trama di collegamento. Ogni livello rappresenta una notte in casa Peltzer, durante la quale Billy deve raccogliere i mogwai che vagano per lo schermo e portarli uno alla volta al sicuro in una gabbia fissa. La visuale dello scenario è dall'alto, ma i personaggi sono disegnati di profilo. Nei primi livelli il movimento è libero su tutto lo schermo, ma poi si aggiungono delle pareti divisorie.
Sparsi per lo schermo, a seconda del livello, possono trovarsi mogwai, gremlin, pozze d'acqua e cibo. I gremlin sono i nemici, anche se non inseguono direttamente Billy, sono letali al contatto e possono anche far uscire i mogwai già salvati dalla gabbia. Billy può uccidere i gremlin con una spada (nel film questo avviene una sola volta). Le pozze d'acqua hanno l'effetto di sdoppiare il primo mogwai o gremlin che ci capita sopra. Il cibo, essendo passata la mezzanotte, ha l'effetto di trasformare in gremlin il primo mogwai che lo mangia, ma anche Billy lo può raccogliere per eliminarlo. Billy dispone anche di una scorta limitata di cubetti flash che stordiscono momentaneamente tutte le creature. Un livello è completato quando tutti i mogwai sono salvati e tutti i gremlin eliminati, oppure se si resiste fino alle 6:00 (il sole infatti uccide i gremlin).
A complicare le cose, nei livelli avanzati compaiono degli elettrodomestici fissi, alcuni attivabili anche dalle creature. La macchina dei popcorn e il frigorifero generano nuovo cibo, il congelatore lancia cubetti di ghiaccio che creano nuove pozze d'acqua, il televisore è in grado di attirare e imbambolare mogwai e gremlin che passano vicino.